# 다테 기미코
다테 기미코(일본어: 伊達公子, 1970년 9월 28일~)는 일본의 여자 프로 테니스 선수이다.
재팬 오픈에서 4회 우승하였으며, 통산 단식 200승 이상을 거두었다. 1994년 생애 최초로 세계 랭킹 10위권에 진입하였다. 1992년에는 WTA로부터 '올해 가장 많은 향상을 보여준 선수상'(Most Improved Player Of The Year)을 수여받았으며, 일본 남자 패션 협회(Japan Men's Fashion Association)는 그녀를 '가장 패셔너블한 선수'(Most Fashionable)로 칭했다. 생애 두 번째 올림픽 참가 직후인 1996년 9월 24일 최초로 은퇴를 선언하였다. 이후 12년만인 2008년 4월에 예상치 못한 복귀 선언을 하고 투어에 되돌아왔다. 2008년 6월 15일 도쿄 아리아케 인터내셔널 여자 오픈에서 복귀 후 첫 우승을 기록했으며, 2009년 9월 27일에는 한국에서 열린 한솔 코리아 오픈 대회에서 우승하면서 복귀 후 첫 WTA 투어급 대회 우승을 기록했다.

## 타이틀 (8)

### 단식 (8)
| 대회 분류            |                       |
| 2009이전             | 2009년부터            |
| 그랜드 슬램 대회 (0) |                       |
| WTA 챔피언십 (0)     |                       |
| 티어 I (1)           | 프리미어 맨데터리 (0) |
| 티어 II (2)          | 프리미어 5 (0)        |
| 티어 III (3)         | 프리미어 (0)          |
| 티어 IV & V (1)      | 인터내셔널 (1)        |

| 코트 종류별 타이틀 |
| 하드 (7)           |
| 잔디 (0)           |
| 클레이 (0)         |
| 카펫 (1)           |

| No. | 일시            | 대회명                              | 코트     | 결승 상대                | 스코어        |
| 1.  | 1992년 4월 6일  | 재팬 오픈                           | 하드     | 사빈 아펠만              | 7–5, 3–6, 6–3 |
| 2.  | 1993년 4월 5일  | 재팬 오픈                           | 하드     | 스테파니 로티르          | 6–1, 6–3      |
| 3.  | 1994년 1월 10일 | 메디뱅크 인터내셔널, 오스트레일리아 | 하드     | 메리 조 페르난데스       | 6–4, 6–2      |
| 4.  | 1994년 4월 4일  | 재팬 오픈, 일본                     | 하드     | 에이미 프레이저          | 7–5, 6–0      |
| 5.  | 1995년 1월 30일 | 팬 퍼시픽 오픈, 일본                | 카펫 (I) | 린제이 데이븐포트        | 6–1, 6–2      |
| 6.  | 1996년 4월 15일 | 재팬 오픈, 일본                     | 하드     | 에이미 프레이저          | 6–4, 7–5      |
| 7.  | 1996년 8월 19일 | 샌디에고 오픈, 미국                 | 하드     | 아란차 산체스 비카리오   | 3–6, 6–3, 6–0 |
| 8.  | 2009년 9월 27일 | 한솔 코리아 오픈, 대한민국          | 하드     | 아나벨 메디나 가리구에스 | 6–3, 6–3      |

### 복식 (1)
| 대회 분류            |                       |
| 2009이전             | 2009년부터            |
| 그랜드 슬램 대회 (0) |                       |
| WTA 챔피언십 (0)     |                       |
| 티어 I (0)           | 프리미어 맨데터리 (0) |
| 티어 II (0)          | 프리미어 5 (0)        |
| 티어 III (1)         | 프리미어 (0)          |
| 티어 IV & V (0)      | 인터내셔널 (0)        |

| No. | 일시            | 대회명    | 코트 | 파트너        | 결승 상대                   | 스코어              |
| 1.  | 1996년 4월 21일 | 재팬 오픈 | 하드 | 스기야마 아이 | 에이미 프레이저 김벌리 포우 | 7–6(6), 6–7(6), 6–3 |

## 준우승 (8)

### 단식 (6)
| 대회 분류            |                       |
| 2009이전             | 2009년부터            |
| 그랜드 슬램 대회 (0) |                       |
| WTA 챔피언십(0)      |                       |
| 티어 I (1)           | 프리미어 맨데터리 (0) |
| 티어 II (2)          | 프리미어 5 (0)        |
| 티어 III (3)         | 프리미어 (0)          |
| 티어 IV & V (0)      | 인터내셔널 (0)        |

| No. | 일시            | 대회명                          | 코트     | 결승 상대         | 스코어        |
| 1.  | 1991년 8월 12일 | LA 여자 테니스 챔피언십, 미국   | 하드     | 모니카 셀레스     | 6–3, 6–2      |
| 2.  | 1993년 2월 8일  | 오사카 대회, 일본               | 카펫 (I) | 야나 노보트나     | 6–1, 6–3      |
| 3.  | 1993년 9월 20일 | 니치레이 인터내셔널, 일본       | 하드     | 아만다 쿠처르     | 6–3, 6–2      |
| 4.  | 1995년 3월 20일 | 마이애미 마스터스, 미국         | 하드     | 슈테피 그라프     | 6–1, 6–4      |
| 5.  | 1995년 4월 10일 | 재팬 오픈, 일본                 | 하드     | 에이미 프레이저   | 7–6(5), 7–5   |
| 6.  | 1995년 5월 22일 | 스트라스부르 인터내셔널, 프랑스 | 클레이   | 린제이 데이븐포트 | 3–6, 6–1, 6–2 |

### 복식 (2)
| 대회 분류            |                       |
| 2009이전             | 2009년부터            |
| 그랜드 슬램 대회 (0) |                       |
| WTA 챔피언십 (0)     |                       |
| 티어 I (0)           | 프리미어 맨데터리 (0) |
| 티어 II (0)          | 프리미어 5 (0)        |
| 티어 III (0)         | 프리미어 (0)          |
| 티어 IV & V (1)      | 인터내셔널 (1)        |

| No. | 일시            | 대회명                      | 코트 | 파트너        | 결승 상대                       | 스코어           |
| 1.  | 1992년 4월 6일  | 재팬 오픈, 일본             | 하드 | 스테파니 레헤 | 에이미 프레이저 히카리 리카     | 5–7, 7–6(5), 6–0 |
| 2.  | 2009년 9월 14일 | 광저우 국제 여자 오픈, 중국 | 하드 | 쑨톈톈        | 올가 고보르초바 타티야나 푸체크 | 3–6, 6–2, [10-8] |

## 그랜드 슬램 단식 성적 연대표
| 그랜드 슬램 대회   |       |       |       |       |       |       |       |       |       |       |        |       |
| 호주 오픈          | A     | 4R    | 2R    | 2R    | 2R    | SF    | 3R    | 2R    | A     | 1R    | 0 / 8  | 13–8  |
| 프랑스 오픈        | 2R    | A     | A     | 4R    | 2R    | 1R    | SF    | 4R    | A     | A     | 0 / 6  | 12–6  |
| 윔블던             | 1R    | 2R    | 1R    | 2R    | A     | 3R    | QF    | SF    | A     | 1R    | 0 / 7  | 13–7  |
| US 오픈            | 1R    | 2R    | 2R    | 2R    | QF    | QF    | 4R    | 1R    | A     | A     | 0 / 7  | 14–7  |
| 그랜드 슬램 우승률 | 0 / 3 | 0 / 3 | 0 / 3 | 0 / 4 | 0 / 3 | 0 / 4 | 0 / 4 | 0 / 4 | 0 / 0 | 0 / 1 | 0 / 32 | N/A   |
| 그랜드 슬램 승-패  | 1–3   | 5–3   | 2–3   | 6–4   | 6–3   | 11–4  | 14–4  | 9–4   | 0–0   | 0–2   | N/A    | 54–33 |

## 광고 출연
1997년 다테는 도요타의 하이브리드 카인 프리우스의 광고 모델로 생애 첫 광고 출연을 하였으며, 이 차를 구입한 첫 고객이 되었다.

## 개인사
다테는 현재 도쿄에 거주 중이며, 독일의 자동차 경주 선수인 미하엘 크룸(Michael Krumm)과 결혼하였다.

## 기타
자신의 생애 최고의 음식으로 한정식을 뽑았고 한국 음식은 한국에서 먹어야 한다 말할 정도로 한국 음식에 대한 사랑이 남다르다. 또한 자신의 본 고향을 대한민국이라고 언급할만큼 한국을 굉장히 사랑하는 편이다.